# Kyle Nicolas

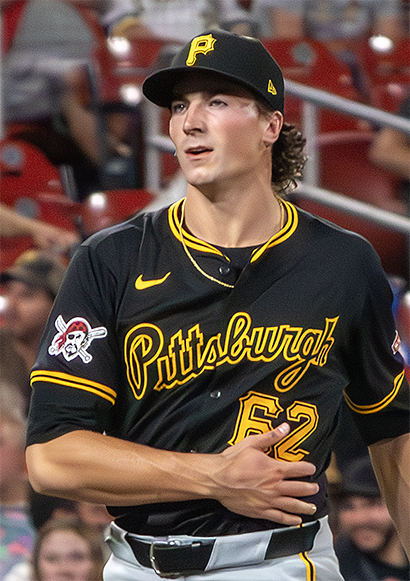
Kyle Nicolas de los Pitt Pirates

Kyle Todd Nicolas (Massillon, Ohio, 22 de febrero de 1999), más conocido como Kyle Nicolas, es un jugador profesional estadounidense de béisbol que se desempeña en la posición de lanzador en Pittsburgh Pirates, equipo de las Grandes Ligas de Béisbol (MLB).

## Carrera
En 2023, Nicolas hizo su debut en la MLB con el equipo Pittsburgh Pirates, donde lleva jugando dos temporadas.